# North Freedom
North Freedom és una població dels Estats Units a l'estat de Wisconsin. Segons el cens del 2000 tenia 649 habitants.

## Demografia
Segons el cens del 2000, North Freedom tenia 649 habitants, 238 habitatges, i 164 famílies. La densitat de població era de 288 habitants per km².
Dels 238 habitatges en un 39,1% hi vivien nens de menys de 18 anys, en un 58,4% hi vivien parelles casades, en un 5,9% dones solteres, i en un 30,7% no eren unitats familiars. En el 25,6% dels habitatges hi vivien persones soles l'11,8% de les quals corresponia a persones de 65 anys o més que vivien soles. El nombre mitjà de persones vivint en cada habitatge era de 2,73 i el nombre mitjà de persones que vivien en cada família era de 3,28.
Per edats la població es repartia de la següent manera: un 30,7% tenia menys de 18 anys, un 7,1% entre 18 i 24, un 31,4% entre 25 i 44, un 18,5% de 45 a 60 i un 12,3% 65 anys o més.
L'edat mediana era de 33 anys. Per cada 100 dones de 18 o més anys hi havia 93,1 homes.
La renda mediana per habitatge era de 37.273 $ i la renda mediana per família de 41.818 $. Els homes tenien una renda mediana de 32.500 $ mentre que les dones 20.000 $. La renda per capita de la població era de 14.354 $. Aproximadament el 5,4% de les famílies i l'11,3% de la població estaven per davall del llindar de pobresa.

## Poblacions més properes
El següent diagrama mostra les poblacions més properes.